# Gare de Ham (Somme)
A Gare de Ham egy vasútállomás Franciaországban, Muille-Villette településen.

## Vasútvonalak
Az állomást az alábbi vasútvonalak érintik:
- Amiens-Laon-vasútvonal

## Kapcsolódó állomások
A vasútállomáshoz az alábbi állomások vannak a legközelebb:
- Gare de Nesle
- Gare de Flavy-le-Martel
- Gare d’Amiens
- Gare de Saint-Quentin